# Роко Юрешкін
Роко Юрешкін (хорв. Roko Jureškin, нар. 29 вересня 2000, Спліт, Хорватія) — хорватський футболіст, фланговий захисник словацького клубу «Спартак» (Трнава).

## Ігрова кар'єра

### Клубна
Роко Юрешкін народився у місті Спліт і пройшов стажування в молодіжних командах ряда хорватських клубів. Але на дорослому рівні Роко дебютував в словацькому клубі «Середь». 21 липня 2019 року він вийшов на заміну в другому таймі в матчі проти «Спартака» (Трнава). Взимку 2020 року Юрешкін на правах оренди приєднався до клубу «Жиліна». Але встиг зіграти лише одну гру в другій команді і в подальшому чемпіонат був призупинений через пандемію коронавірусу.
В липні 2022 року футболіст перейшов до клубу італійської Серії В «Піза», з яким підписав трирічний контракт. Та вже в січні 2023 року був відправлений до кінця сезону в оренду в клуб «Беневенто». Другу половину сезону 2023/24 Юрешкін також провів в оренді в клубі «Спеція». Але не зіграв там жодного матчу.
В липні 2024 року футболіст приєднався до молдовського «Шерифа» але провів в команді лише чотири гри і у вересні того року перейшов до словацького «Спартака» з Трнави.

### Збірна
З 2022 по 2023 роки Роко Юрешкін провів три матчі в складі молодіжної збірної Хорватії.

## Титули
Спартак (Трнава)
 Переможець Кубка Словаччини: 2024/25
Індивідуальні
- Гравець місяця в словацькій Суперлізі: лютий 2022[9]
- Гол місяця в словацькій Суперлізі: лютий 2022[9]
- Символічна збірна (U-21) в словацькій Суперлізі: 2021/22[10]